# Konstsim vid olympiska sommarspelen 2016
Konstsim vid olympiska sommarspelen 2016 avgjordes mellan 15 och 20 augusti 2016 i Rio de Janeiro i Brasilien. Totalt två grenar fanns på programmet.

## Medaljsammanfattning
| Gren | Guld                                                                                               | Silver | Brons                            |
| Damernas duett Detaljer... | Natalja Isjtjenko, Svetlana Romasjina Ryssland                                                     | Huang Xuechen, Sun Wenyan Kina                                                                                         | Yukiko Inui, Risako Mitsui Japan |
| Damernas lagtävling Detaljer... | Ryssland                                                                                           | Kina | Japan                            |
| Vlada Tjigireva Natalja Isjtjenko Svetlana Kolesnitjenko Aleksandra Patskevitj Svetlana Romasjina Alla Sjisjkina Maria Sjurotjkina Gelena Topilina Elena Prokofjeva | Gu Xiao Guo Li Li Xiaolu Liang Xinping Sun Wenyan Tang Mengni Yin Chengxin Zeng Zhen Huang Xuechen | Aika Hakoyama Yukiko Inui Kei Marumo Risako Mitsui Kanami Nakamaki Mai Nakamura Kano Omata Kurumi Yoshida Aiko Hayashi |                                  |

Denna tabell: visa • redigera

## Medaljtabell
| Pl.    | Nation   | Guld | Silver | Brons | Totalt |
| ------ | -------- | ---- | ------ | ----- | ------ |
| 1      | Ryssland | 2    | 0      | 0     | 2      |
| 2      | Kina     | 0    | 2      | 0     | 2      |
| 3      | Japan    | 0    | 0      | 2     | 2      |
| Totalt | Totalt   | 2    | 2      | 2     | 6      |